# Microtropis gracilipes
Microtropis gracilipes är en benvedsväxtart som beskrevs av Merrill och Metcalf. Microtropis gracilipes ingår i släktet Microtropis och familjen Celastraceae. Inga underarter finns listade.